# La Vengeance des zombies
Pour plus de détails, voir Fiche technique et Distribution.
La Vengeance des zombies (La rebelión de las muertas) est un film d'horreur espagnol réalisé par León Klimovsky, sorti en 1973.

## Synopsis
Lorsque sa cousine et meilleure amie est mystérieusement retrouvée assassinée, Elvire Irving, sous le choc, trouve réconfort avec Krisna, un gourou indien qui l'héberge dans sa villa. Malheureusement, les meurtres se multiplient dans l'entourage de la jeune femme. Le tueur n'est d'autre que Katanka, le frère prêtre vaudou de Krisna. Après avoir tué les jeunes femmes, Katanka les ressuscite pour qu'elles rejoignent son armée de zombies féminines. Alors que les mortes-vivantes sèment le carnage, la police de Scotland Yard enquête. Quant à Krisna, il désire sacrifier Elvire lors d'un rituel pour atteindre l'immortalité...

## Fiche technique
- Titre original : La rebelión de las muertas
- Titre français : La Vengeance des zombies
- Réalisation : León Klimovsky
- Scénario : Paul Naschy
- Montage : Antonio Ramírez de Loaysa
- Musique : Juan Carlos Calderón
- Photographie : Francisco Sánchez
- Production : Jose Antonio Perez Giner
- Sociétés de production : Profilmes et Promofilms
- Pays d'origine :  Espagne
- Langue originale : espagnol
- Format : couleur
- Genre : horreur
- Durée : 90 minutes
- Date de sortie : 
  -  Espagne : 27 juin 1973

## Distribution
- Paul Naschy : Krisna / Kantaka / Satan
- Romy : Elvire Irving
- Mirta Miller : Kala
- María Kosty : Elsie
- Aurora de Alba : Olivia Mortimer
- Luis Ciges : MacMurdo
- Pierre Besari : Ti Zachary
- Antonio Pica : Hawkins
- Elsa Zabala : Susan
- Montserrat Julió  : Flora
- Ramón Lillo : Basehart
- Norma Kastel : Gloria Irving
- Ingrid Rabel : une morte
- Asunción Molero : une morte
- Fernando Sánchez Polack : Augusto
- Alfonso de la Vega : Absalon
- Víctor Barrera